# Pulitzer-Preis 1991
Der Pulitzer-Preis 1991 war die 75. Verleihung des US-amerikanischen Literaturpreises. Die Jury bestand aus 18 Personen unter dem Vorsitz von James F. Hoge. Das „Pulitzer Prize Board“ vergab Preise für Arbeiten, die während des Kalenderjahres 1990 entstanden waren.

## Bereich Journalismus(Journalism)
| Kategorie                                                  | Preisträger                                                        | Begründung |
| ---------------------------------------------------------- | ------------------------------------------------------------------ | --- |
| Aktuelle Berichterstattung (Breaking News Reporting)       | Mitarbeiter von The Miami Herald                                   | Preis verliehen für Berichte über einen örtlichen Sektenführer, seine Anhänger und deren Verbindungen zu mehreren Morden in der Gegend. |
| Dienst an der Öffentlichkeit (Public Service)              | Des Moines Register                                                | Preis verliehen für die Berichterstattung von Jane Schorer, die mit Zustimmung des Opfers den Namen einer vergewaltigten Frau nannte – was zu einem weit verbreiteten Überdenken der traditionellen Medienpraxis, die Identität von Vergewaltigungsopfern zu verbergen, führte. |
| Investigativer Journalismus (Investigative Reporting)      | Joseph T. Hallinan und Susan M. Headden von The Indianapolis Star  | Preis verliehen für ihre schockierende Serie über ärztliche Kunstfehler im Bundesstaat. |
| Hintergrundberichterstattung (Explanatory Journalism)      | Susan C. Faludi von The Wall Street Journal                        | Preis verliehen für einen Bericht über den Aufkauf von Safeway Stores, Inc., der die menschlichen Kosten der Hochfinanz offenlegte. |
| Beat Reporting (Specialized Reporting)                     | Natalie Angier von The New York Times                              | Preis verliehen für ihre überzeugenden und aufschlussreichen Berichte zu einer Vielzahl wissenschaftlicher Themen. |
| Kritik (Criticism)                                         | David Shaw von der Los Angeles Times                               | Preis verliehen für seine Kritik an der Art und Weise, wie die Medien, einschließlich seiner eigenen Zeitung, über den Kindesmissbrauchsfall McMartin im Vorschulalter berichteten.                                                                                             |
| Karikatur (Editorial Cartooning)                           | Jim Borgman von The Cincinnati Enquirer                            | |
| Leitartikel (Editorial Writing)                            | Ron Casey, Harold Jackson und Joey Kennedy von The Birmingham News | Preis verliehen für ihre redaktionelle Kampagne, in der sie Ungleichheiten im Steuersystem von Alabama analysieren und notwendige Reformen vorschlagen. |
| Kommentar (Commentary)                                     | Jim Hoagland von The Washington Post                               | Preis verliehen für gut recherchierte und vorausschauende Kolumnen zu den Ereignissen im Vorfeld des Golfkriegs und zu den politischen Problemen Michail Gorbatschows. |
| Auslandsberichterstattung (International Reporting)        | Serge Schmemann von The New York Times                             | Preis verliehen für seine Berichterstattung über die Wiedervereinigung Deutschlands. |
| Auslandsberichterstattung (International Reporting)        | Caryle Murphy von The Washington Post                              | Preis verliehen für ihre Depeschen aus dem besetzten Kuwait, die sie teilweise versendete, während sie sich vor den irakischen Behörden versteckte. |
| Berichterstattung im Inland (National Reporting)           | Marjie Lundstrom und Rochelle Sharpe vom Gannett News Service      | Preis verliehen für die Berichterstattung, die aufdeckte, dass jedes Jahr Hunderte von Todesfällen im Zusammenhang mit Kindesmissbrauch aufgrund von Fehlern medizinischer Gutachter unentdeckt bleiben.                                                                        |
| Feature Writing (Feature Writing)                          | Sheryl James von der St. Petersburg Times                          | Preis verliehen für eine fesselnde Serie über eine Mutter, die ihr neugeborenes Kind verlassen hat, und wie sich dies auf ihr Leben und das anderer auswirkte. |
| Aktuelle Fotoberichterstattung (Breaking News Photography) | Greg Marinovich von Associated Press                               | Preis verliehen für eine Fotoserie über Anhänger des südafrikanischen Afrikanischen Nationalkongresses, die einen Mann brutal ermordeten, von dem sie glaubten, er sei ein Zulu-Spion.                                                                                          |
| Feature-Fotoberichterstattung (Feature Photography)        | William Snyder von The Dallas Morning News                         | Preis verliehen für seine Fotografien von kranken und verwaisten Kindern, die in Rumänien unter unmenschlichen Bedingungen leben. |

## Bereich Literatur, Theater und Musik(Books, Drama & Music)
| Kategorie                                                   | Preisträger |
| ----------------------------------------------------------- | --- |
| Geschichte (History)                                        | A Midwife’s Tale von Laurel Thatcher Ulrich (Alfred A. Knopf)                                                                                         |
| Belletristik (Fiction)                                      | Rabbit At Rest (deutscher Titel: Rabbit in Ruhe) von John Updike (Alfred A. Knopf)                                                                    |
| Sachbuch (General Nonfiction)                               | The Ants von Bert Holldobler und Edward O. Wilson (Belknap/Harvard University Press)                                                                  |
| Musik (Music)                                               | Symphony von Shulamit Ran (Theodore Presser Company) Im Auftrag des Philadelphia Orchestra und am 19. Oktober 1990 von diesem Orchester uraufgeführt. |
| Dichtung (Poetry)                                           | Near Changes von Mona Van Duyn (Alfred A. Knopf) |
| Theater (Drama)                                             | Lost in Yonkers von Neil Simon (Random House) |
| Biographie oder Autobiographie (Biography or Autobiography) | Jackson Pollock: An American Saga von Steven Naifeh und Gregory White Smith (Clarkson N. Potter)                                                      |